# بخواهم سوت بزنم، سوت می‌زنم
بخواهم سوت بزنم، سوت می‌زنم (رومانیایی: Eu când vreau să fluier, fluier) یک فیلم درام رومانیایی است که در سال ۲۰۱۰ منتشر شد. از بازیگران این فیلم می‌توان به جورجه پیشترانو، آدا کوندئسکو و کلارا ودا اشاره کرد.
این فیلم نامزد دریافت خرس طلایی شصتمین دورهٔ جشنواره بین‌المللی فیلم برلین بود و برندهٔ جایزه بزرگ هیئت داوران و جایزه آلفرد باوئر شد و همچنین نمایندهٔ کشور رومانی برای جایزه اسکار بهترین فیلم بین‌المللی در هشتاد و سومین دوره جوایز اسکار بود که به فهرست نامزدان نهایی راه نیافت.